# Egisto Grismayer
Egisto Grismayer (Poggio Mirteto, 6 giugno 1867 – Roma, 11 maggio 1934) è stato un ingegnere italiano.

## Biografia
Laureatosi nel 1890 presso la Regia Scuola d'ingegneria di Roma trascorre i primi due anni della sua vita professionale presso lo stesso istituto, dove viene nominato assistente alle cattedre di topografia, costruzioni stradali e ponti. Nel 1893 vince il concorso di ammissione all'Ispettorato generale delle Strade ferrate, dove lavora principalmente alla costruzione e alla sorveglianza degli impianti elettrici trifase. In particolare entra a far parte di una speciale commissione, poi denominata Commissione Nicoli-Grismayer, voluta dal ministro Giulio Prinetti, per l'applicazione della trazione elettrica alle ferrovie, dove lavora con Pietro Lanino e Kálmán Kandó.
Partecipa alla compilazione dei progetti per gli impianti delle vetture ad accumulatori utilizzate sulle linee Milano-Monza, Bologna-Modena e dell'elettrificazione con sistema trifase delle linee valtellinesi. Nel 1903 entra a far parte della commissione per la risoluzione dei problemi delle linee del Giovi presieduta dall'ing. Vincenzo Crosa.
Libero docente di strade ferrate presso le reali scuole di ingegneria di Roma e Napoli nel 1905 viene chiamato dall'ing. Riccardo Bianchi nelle neo-costituite Ferrovie dello Stato, dove porta in dote gli studi compiuti in seno alla commissione Crosa; gli studi sulle linee Valtellinesi e Varesine e su numerose esperienze straniere di linee alimentate in corrente alternata sia monofase che trifase, firma la proposta ufficiale delle FS al governo italiano per l'adozione definitiva dell'elettrificazione trifase partendo dalla linea dei Giovi.
Tra il 1910 e il 1914, lasciate le FS, si dedica all'insegnamento.
Nel 1914, senza abbandonare l'insegnamento, entra nel consiglio di amministrazione della Società Romana Tramways Omnibus e della Commissione interministeriale per la elettrifiazione delle ferrovie italiane. Nel 1918 è tra i fondatori della Società Elettro-ferroviaria italiana, costituita dalla SRTO con la partecipazione di alcune grandi imprese, per conto della quale dirige i lavori di costruzione della Ferrovia Roma-Lido e dei progetti per la Civitavecchia-Orte. Sempre per conto della SEFI, interessata alle locali centrali elettriche, predispone i piani per lìutilizzazione dell'energia idraulica dei fiumi Isonzo e Natisone.
Nel 1928, iniziando a manifestarsi le prime avvisaglie di una malattia, torna a dedicarsi soltanto all'insegnamento fino al decesso.